# Delfina Guzmán
María Delfina Guzmán Correa (Santiago, 7 de abril de 1928) es una prolífica y reconocida actriz chilena, que ha trabajado también como directora de teatro, escritora y como activista política.Actualmente es presidenta honorífica del directorio de la Fundación Teatro a Mil.
Después de debutar en el Instituto de Teatro de la Universidad de Chile en 1956, donde recibió elogios de la crítica por sus sobresalientes dotes actorales, se trasladó a la compañía Teatro Universitario de Concepción (TUC), donde su talento fue aún más reconocido y apreciado. Entre 1965 y 1993, formó parte de la emblemática compañía de teatro Ictus, período en el que diversificó su interés artístico mediante la creación colectiva y la interpretación en una variedad de formatos.En 1970, hizo su incursión en la televisión, donde su ingenio y habilidades para el humor se tradujeron en una creciente popularidad, especialmente por sus interpretaciones en sketches cómicos en programas como La manivela, producidos por la misma compañía.
Durante la dictadura militar de Augusto Pinochet (1973-1990), se convirtió en un baluarte de resistencia cultural. En este contexto de represión, la actriz y la compañía montaron una serie de obras emblemáticas de corte sociopolítico que cuestionaban el régimen y ofrecían una crítica aguda de la situación del país. Entre estos montajes destacaron Pedro, Juan y Diego, Ocúpate de Amelia, ¿Cuántos años tiene un día?, Lindo país esquina con vista al mar, y Primavera con una esquina rota.
A comienzos de 1990, se distanció del Ictus y dedicó a la actuación en teatro, y luego en telenovelas producidas por Televisión Nacional de Chile (TVN) entre 1993 y 2019. Durante este extenso período, trabajó estrechamente con el renombrado director Vicente Sabatini, participando de manera destacada en la célebre época de oro de las teleseries chilenas. Su habilidad para conectar con el público y su versatilidad como actriz le permitieron construir una sólida reputación en el medio. Su actuación en producciones como, Estúpido cupido, Sucupira, Oro verde, Iorana, La fiera, Romané, Pampa Ilusión, El circo de las Montini o Los Pincheira, no solo reafirmó su talento y versatilidad, sino que también le permitió explorar y dominar una variedad de géneros y estilos narrativos, lo que le valió numerosos premios y reconocimientos en la industria televisiva.
Por sus destacados logros y dotes actorales, ha recibido numerosos premios y distinciones a lo largo de su carrera. Su notable trayectoria en el mundo del teatro y la televisión ha sido reconocida con galardones como el Premio Caupolicán, el Laurel de Oro, el Premio de la Crítica del Círculo de Críticos del Arte y el Premio Apes. En 1983, fue galardonada con el Premio a la Mejor Actriz Extranjera en el Festival de Teatro de Caracas, subrayando su impacto internacional en el ámbito de las artes escénicas. En 2006, fue elegida como la tercera mejor actriz chilena de todos los tiempos en una votación organizada por Chile Elige, un reconocimiento que destacó su influencia perdurable en la escena nacional. A lo largo de su vida, ha acumulado múltiples distinciones que reflejan su trayectoria y contribución al arte. Entre estas se incluyen la Medalla Rectoral de la Universidad de Chile en 2000, la Medalla de Honor, otorgada por Senado de Chile en 2007, y la Medalla Bicentenario otorgada por la Municipalidad de Santiago en 2010. Además, recibió el Premio Una vida de dedicación a las artes en el Festival Internacional de Cine de Miami en 2011, y el Premio Caleuche a la Trayectoria en 2019. En 2025, Cadem la posicionó como la Mejor Actriz en la historia de Chile, seguida por Claudia Di Girolamo, consolidando su estatus como una de las figuras más influyentes y respetadas en el panorama cultural chileno.

## Biografía
Nació el 7 de abril de 1928 en Santiago. Hija de Florencio Guzmán Larraín (n. 1899-f. 1986); ingeniero civil y presidente del Colegio de Ingenieros de Chile, y de María Luisa Correa Ugarte (n. 1902-f. 1986); socialité. Es la mayor de cuarto hermanos: José Florencio Guzmán (n. 1929-f. 2017); abogado, subsecretario de Hacienda del presidente Eduardo Frei Montalva, ministro de Defensa del presidente Eduardo Frei Ruiz-Tagle, superintendente de Bancos e Instituciones Financieras, embajador de Chile en Argentina y consejero de Alta Dirección Pública en Chile, María Teresa Guzmán (n. 1932-); cineasta, y Gerardo Guzmán (n. 1935-f. 2011); psicólogo. Por su línea materna, es nieta de Pedro Correa Ovalle (n. 1884-f. 1945); político, abogado, senador y vicepresidente del Senado de Chile, y bisnieta de José Gregorio Correa Albano (1838-1905); político y diputado.   
Delfina Guzmán creció en el seno de una familia aristocrática y burguesa chilena de ascendencia vasca.Su infancia transcurrió en el esplendor de un palacio situado en el Barrio Concha y Toro, específicamente en la calle Erasmo Escala, una propiedad que pertenecía a las ilustres familias Besa y Guzmán. Posteriormente, la familia se mudó a una casona de gran prestigio ubicada en la calle Huérfanos 1623, una residencia que se distinguía por su arquitectura aristocrática, con tres patios que reflejaban la opulencia y el estilo de vida de la alta sociedad chilena.

### Estudios y formación académica
Cursó sus estudios primarios y secundarios en el Colegio Universitario Inglés (Congregación de las Esclavas del Sagrado Corazón de Jesús) en Providencia, de donde fue expulsada por indisciplinada y, posteriormente, en el Dunalastair School en Las Condes. Durante esta etapa escolar, practicó ballet con los bailarines del coreógrafo alemán Kurt Jooss y también tomó clases de jockey e inglés. Tras concluir su educación secundaria, ejerció como profesora de inglés en el Saint George's College de Vitacura. Durante su estancia en esta institución, se unió al grupo teatral Los Moró, marcando el inicio de su trayectoria en el ámbito escénico. Su carrera evolucionó al integrarse a un colectivo de danza junto a Carmen Johnson Edwards y Alejandro Jodorowsky, y participar en presentaciones en el Teatro Municipal de Santiago con Malucha Solari. En busca de una perfección técnica y expresiva, Guzmán viajó a Paris, donde perfeccionó su arte bajo la dirección del célebre mimo Marcel Marceau.
Ingresó a la Escuela de Teatro de la Facultad de Artes de la Universidad de Chile, en marzo de 1953. Obtuvo la Licenciatura en Artes con mención en Actuación Teatral en 1956. Durante su formación, fue discípula de figuras destacadas como Pedro de la Barra, Agustín Siré, Pedro Orthous, Bélgica Castro y María Cánepa.

## Vida personal

### Matrimonios e hijos

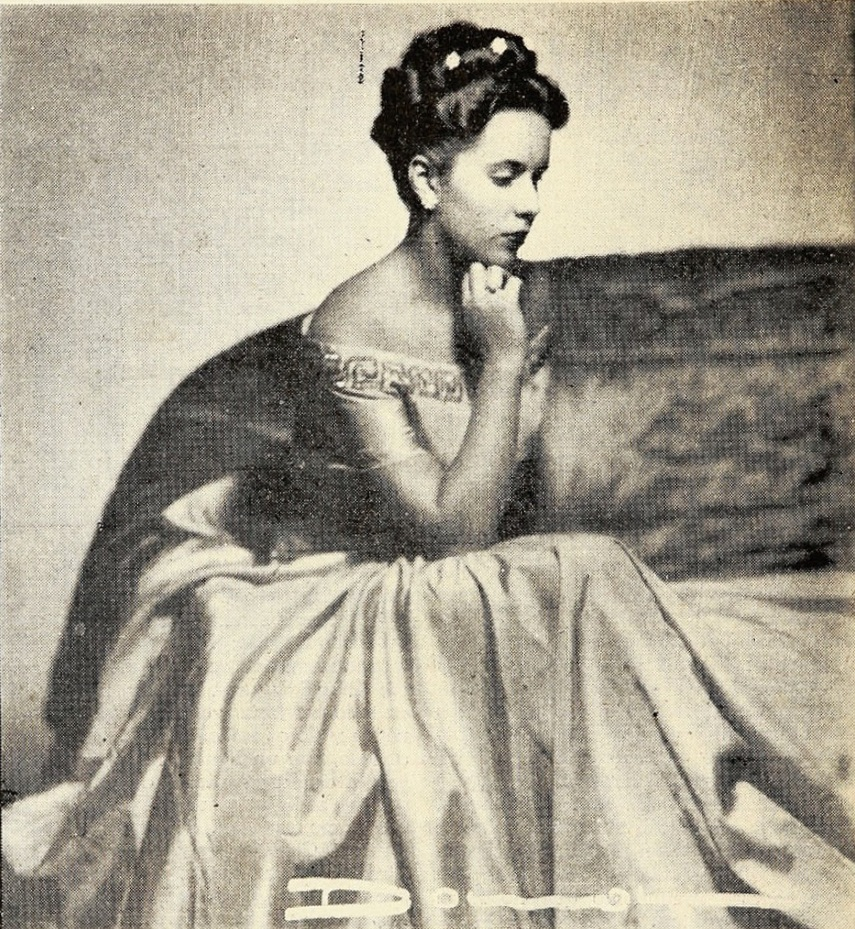
Delfina Guzmán en 1946.

Delfina Guzmán contrajo matrimonio con el arquitecto Joaquín Eyzaguirre Edwards, el 17 de diciembre de 1949 en Santiago, cuya luna de miel se concretó en Europa (París y Roma) entre enero y junio de 1950. Ambos fueron padres de dos hijos, Joaquín Eyzaguirre Guzmán (n. 1950); cineasta, y Nicolás Eyzaguirre (n. 1953); economista, académico y político, ministro de Hacienda de Chile durante el gobierno Ricardo Lagos Escobar entre 2000 y 2006,  también ejerció como ministro de Estado durante el segundo gobierno de Michelle Bachelet. La familia se estableció en el barrio El Golf en Las Condes. Tras el nacimiento de su segundo hijo, Delfina tomó la decisión de inscribirse en estudios de teatro, emprendiendo una nueva trayectoria profesional y personal. Este cambio de rumbo coincidió con un distanciamiento progresivo de su fe católica y de su entorno familiar conservador, lo que culminó en un conflicto abierto con sus padres, el abandono del hogar y en la disolución de su matrimonio. Se separó en 1955, perdiendo la custodia de sus dos hijos en el marco de una demanda legal con su marido ante la Corte Suprema de Chile. Se unión civil se anuló en 1959.
En 1956 inició una relación con su compañero de universidad Gustavo Meza Wevar. La pareja se estableció en Concepción en 1958. Contrajo matrimonio en segundas nupcias el 7 de abril de 1960 en Concepción. Ambos fueron padres de Juan Cristóbal Meza Guzmán (n. 1961); actor y compositor, y Gonzalo Meza Guzmán (n. 1963); actor y director de teatro. A su regreso a Santiago en 1965, recuperó la tuición de sus dos hijos mayores. Su segundo matrimonio enfrentó una crisis significativa cuando su esposo comenzó un romance con la joven actriz Yael Unger. Este desliz amoroso culminó en la disolución de su matrimonio en 1969. Delfina emprendió una serie de relaciones que la llevaron a un romance con el renombrado dramaturgo argentino Osvaldo Dragún.
En 2003 publicó su autobiografía escrita por la periodista Esther Edwards.

## Carrera artística
Tras egresar de la universidad, se integró a la compañía del Instituto de Teatro la Universidad de Chile. En el mismo año debutó en teatro, donde tiene un auspicioso debut, hizo el papel protagónico femenino en la obra Pueblecito de Armando Moock, montado por el Teatro de Ensayo de la Universidad Católica de Chile. Dicha interpretación, le valió el Premio Caupolicán de ese año. 
A fines de la década de 1950, se casó con el dramaturgo y director de teatro Gustavo Meza, con quien se trasladó a vivir a la ciudad de Concepción, a una comunidad artística, incorporándose a la naciente compañía de teatro de la Universidad de Concepción (TUC). En la que compartió escenario con Nelson Villagra, Shenda Román, Tennyson Ferrada, Jaime Vadell, Gustavo Meza y los hermanos Duvauchelle, entre tantos otros. Desde ese entonces, Guzmán fue una de las pioneras de la mítica compañía Ictus con el Teatro Universitario de Concepción.
Su debut en televisión lo hizo en la obra Casa de muñecas de Henrik Ibsen, en "Historias de la tarde", ciclo de teleteatros producidos por Canal 9 de la Universidad de Chile.
En 1966, la compañía ICTUS realizó el montaje de "Lenta danza en el patíbulo", del autor estadounidense William Hanley, en ella, Delfina personifica a Rossie, una fea y acomplejada muchacha que discute con otros dos perturbados personajes, Randall (Nelson Villagra) y un alemán loco (Aníbal Reyna). La obra tuvo un éxito inusitado, siendo repuesta en cartelera en el Teatro La Comedia y los llevó a invitar al autor para ver el montaje de la obra.
Durante ese mismo año, se integró al elenco de "Historia de los lunes", un programa de teleteatros de Canal 9. Los teleteatros serían dirigidos por Charles Elsseser y Miguel Littín; y, contarían con las participaciones de Luis Alarcón, Gloria Münchmeyer, Ana González, Jaime Vadell, Nelson Villagra, Jorge Guerra y Tennyson Ferrada.
El debut de Delfina en el cine fue con el filme El tango del viudo en 1967. En los años siguientes participó en Tres tristes tigres (1968) y luego en La Expropiación (1972) de Raúl Ruiz. Paralelamente participó en el cortometraje Ayúdeme Usted Compadre, donde compartió roles con Luis Alarcón y Mario Kreutzberger.
Otro hito en la vida de la actriz sucedió a principios de los años 1970 cuando se une a La Manivela, programa que revolucionó el modo de hacer humor en la televisión. Pertenecían al grupo el publicista Jaime Celedón, uno de sus creadores, Julio Jung, Nissim Sharim y Andrés Rillón.
Durante los años 1980, junto con gran parte de los artistas chilenos, se mostro abiertamente opositora a la Dictadura Militar de Augusto Pinochet, por lo que el gobierno censuró su participación en televisión y teatro, prohibiéndola. En 1988 participó en la franja televisiva para el plebiscito nacional por la opción "NO" .
En 1993, y luego de colaborar con el grupo desde fines de los años 1950 con el Ictus, la actriz dirigió y actuó en Albertina en 5 tiempos, su último trabajo montado en el espacio de calle Merced, que dejó para embarcarse en su primera teleserie. «Me fui del Ictus porque pasó una cosa muy curiosa, la gente del teatro miraba la televisión con mucho desprecio artístico, y yo también, me decían 'teleserie' y respondía: '!Ni pensarlo¡'».  
De pronto, recibió una oferta de Vicente Sabatini, director artístico de Área Dramática de TVN, lo que la motivó a probarse en el nuevo formato, con un papel en Rompecorazón (1994), Tras su inicio en las telenovelas, declaró: «A la gente le llamó la atención, porque yo era de las que estaba metida en ese grupo que pensaba que la televisión era lo último y seguramente la escandalera vino por ese lado, pero no porque tuviera problemas con la gente del Ictus.» Desde entonces fue parte de las exitosas telenovelas del director en plena Época de Oro de las teleseries, entre ellas Estúpido cupido, Sucupira, Oro verde, Iorana, La Fiera, Romané, Pampa Ilusión, El circo de las Montini, Puertas Adentro, Los Pincheira, Los Capo, Cómplices, entre tantas otras.
En 2000, participó en la muestra fotográfica "El actor", donde se desnuda, en el Museo Nacional de Bellas Artes de Santiago. En el mismo año, la actriz compró los derechos de la exitosa Copenhague, de Michael Fraym, que ganó el Premio Tony a la "Mejor obra dramática".
En 2006, la Universidad Andrés Bello (UNAB), a través de la Fundación Gonzalo Rojas, le organizó una serie de homenajes a la actriz, no solo por su trayectoria teatral, sino también por su participación en la lucha por la recuperación de la democracia. En la ocasión, en una entrevista concedida al diario El Mercurio, la actriz habló sobre su participación en el movimiento cultural que se levantó contra la dictadura, señalando: «[...]"Yo no fui la única, fuimos muchos. A lo mejor si hubiera sido única no me habría atrevido. En general, toda la comunidad teatral peleó por restablecer la democracia de forma muy abierta y muy valiente"».
En 2007, la Asociación de Periodistas de Espectáculos le otorgó el Premio APES a la Trayectoria 2007, entregado en una ceremonia en noviembre. En una carta enviada para notificarla del reconocimiento, el presidente de APES le señalaba: «[...] el país es testigo de su talento y significativo aporte a la actuación, lo que está ratificado en su valiosa presencia en el Teatro Ictus y en numerosas teleseries, por mencionar dos de sus innumerables logros». Ese mismo año, fue reconocida por el Senado de Chile, junto a Héctor Noguera, con el premio a la Trayectoria cinematográfica. Dicho premio, lleva el nombre de dos fallecidos y renombrados actores chilenos: Malú Gatica y Tennyson Ferrada y se otorga en conjunto con el Festival Internacional de Cine de Viña del Mar.

En 2011, el Festival Internacional de Miami le otorgó el galardón "Una Vida de Dedicación a las Artes 2011", en una ceremonia que se llevó a cabo en el Carnival Studio Theatre. Dicha distinción fue recibida en el año 2002 por Claudio di Girólamo Carlini.

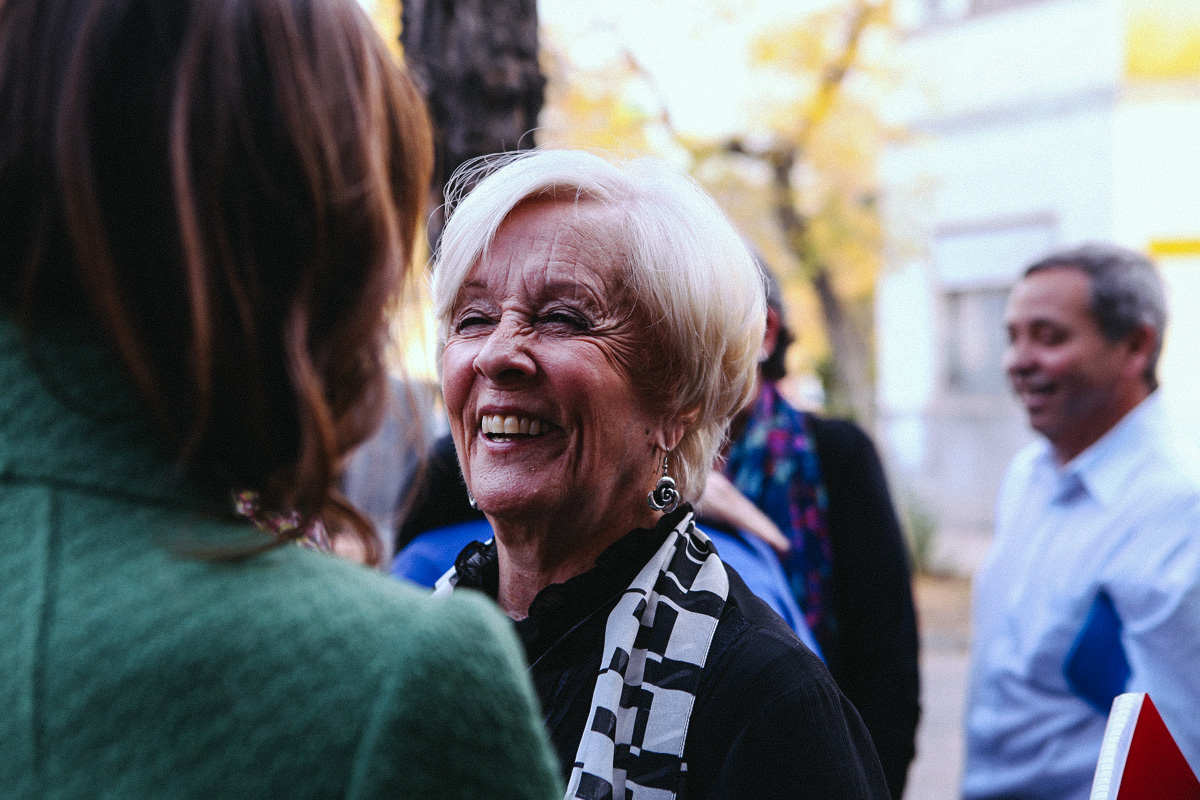
Delfina Guzmán en 2013.

En 2013, Delfina Guzmán es elegida por el público Reina Guachaca del diario popular La Cuarta.
En diciembre de 2015, se presenta en Montevideo.
En 2016 ganó el Premio Energía de Mujer en la categoría de Mejor actriz.
En 2018 Delfina Guzmán aceptó disminuir su sueldo para continuar en Televisión Nacional, bajo un contrato a la trayectoria. Guzmán ha sido la única actriz de su generación en optar por un contrato de dos años, con derecho a renovación por el directorio de Televisión Nacional, que se extendió por más de veinticinco años hasta el término en 2020.
En 2019, el Museo de Cera de la Municipalidad de Las Condes creó una figura de Delfina.
Entre 2019 y 2021 protagoniza la obra Aliento, dirigida por Elisa Zulueta, quien escribió el guion exclusivamente para que lo interpretase Guzmán. La obra fue estrenada en el Centro GAM en 2019, incluye giras por el país y una presentación en Uruguay. 
En 2020 protagonizó junto a Jaime Vadell la película Homemade: Last Call, dirigido por Pablo Larraín para Netflix. En el filme participaron las actrices Cate Blanchett y Kristen Stewart También protagonizó el cortometraje De los afectos y la memoria (2020) del cineasta Raimundo Naretto.
El 8 de noviembre de 2022 protagonizó junto a Eduardo Barril, la primera temporada de la lectura dramatizada Historia de amor para un alma vieja en Centro GAM.
El 5 de abril de 2024, Delfina Guzmán regresó a los escenarios del Centro GAM para narrar la obra Ciudad, con música de su hijo Juan Cristóbal Meza.
En marzo de 2025, Guzmán obtuvo el papel de María Josefa en la audioserie La casa de Bernarda Alba, de Federico García Lorca, coproducción entre ChileActores, GestionArte y Centro GAM, adaptada y dirigida por Claudia Di Girolamo Quesney.

## Influencias
En el medio artístico es cercana a la Familia Di Girolamo. Admira profundamente a Claudia Di Girolamo, a quien tildó como «la mujer metralleta», por su empoderamiento femenino en el mundo artístico. También ha expresado su admiración por Bélgica Castro y María Cánepa.

## Imagen pública
En noviembre de 2012, la actriz participó en la campaña de prevención del cáncer de mama en Servicio Nacional de la Mujer (Sernam). La publicidad visual mostró a Delfina completamente rapada. En la campaña participó también la modelo Angélica Castro, la periodista Consuelo Saavedra, y la ministra Carolina Schmidt.

## Pensamiento político

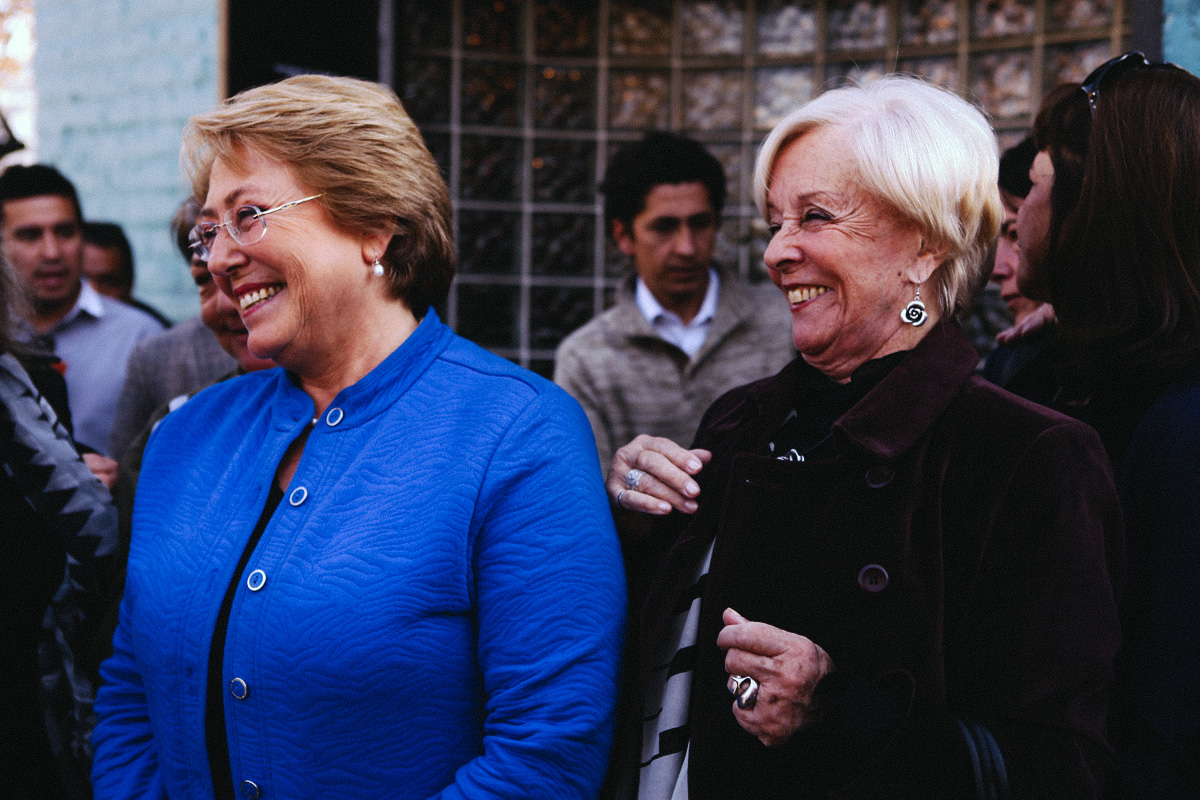
Delfina Guzmán junto a Michelle Bachelet en 2013.

Delfina Guzmán ingresó al Partido Comunista de Chile atraída por la importancia que asignaban a la cultura. Guzmán ha sido partidaria de varias causas civiles y políticas. Se autodefine como aristócrata, católica y comunista. Se ha manifestado en contra la dictadura militar de Pinochet. Se ha descrito a sí misma como una persona contradictoria (autosugestionándose como una mujer liberal y/o conservadora).[cita requerida] Ha apoyado públicamente las candidaturas presidenciales de Ricardo Lagos, Michelle Bachelet y Gabriel Boric.

## Filmografía
| Año  | Título                                         | Personaje                 |
| ---- | ---------------------------------------------- | ------------------------- |
| 1967 | El tango del viudo                             | Candelaria "Cañe"         |
| 1968 | Tres tristes tigres                            | Alicia Quiroz             |
| 1972 | La expropiación                                | Delfina                   |
| 1979 | Julio comienza en julio                        | Virginia Vda. de Otaraiza |
| 1982 | Historia de un roble solo                      | Olguita                   |
| 1984 | La primavera y mi país tienen una esquina rota |                           |
| 1985 | Sexto A 1965                                   | Señora Romero             |
| 1996 | Bienvenida Casandra                            | Monja                     |
| 1999 | La chica del Crillón                           | Carnera Iturrigorriaga    |
| 2000 | Coronación                                     | María                     |
| 2003 | El nominado                                    | Clara                     |
| 2005 | Pecados, confesiones de mujer                  | Avaricia                  |
| 2006 | Las golondrinas de Altazor                     | Vicenta y Delfina         |
| 2008 | El Regalo                                      | Carmen                    |
| 2009 | La Nana                                        | Abuela Carmen             |
| 2011 | Bombal                                         | Eleonora Precht           |
| 2012 | No                                             | Cameo                     |
| 2014 | Brillantes                                     | Silvia                    |
| 2015 | Héroes, el asilo contra la opresión            | Berta                     |
| 2015 | Perla                                          | Ella misma                |
| 2016 | Viejos amores                                  | Ella misma                |
| 2020 | El tango del viudo y su espejo deformante      | Ana                       |
| 2020 | Homemade: Last Call                            |                           |

| Año  | Título                      | Personaje          |
| ---- | --------------------------- | ------------------ |
| 1978 | Música y palabras           |                    |
| 1978 | Horacio corazón de chileno  |                    |
| 1980 | Toda una vida               | Marilyn Machuca    |
| 1980 | Cualquier día               |                    |
| 1980 | Cuestión de ubicación       | Rosa               |
| 1982 | La candelaria               | Candelaria / Laura |
| 1984 | Hecho pendiente             | Norma              |
| 1988 | Ángeles                     | Silvia             |
| 1989 | Contigo a la distancia      | Ester              |
| 2010 | ¿Qué será de Soto?          |                    |
| 2015 | Agua en la boca             |                    |
| 2020 | Perdida                     |                    |
| 2020 | De los afectos y la memoria | Rosa               |

## Televisión
| Año  | Título                  | Papel                                 | Notas        |
| ---- | ----------------------- | ------------------------------------- | ------------ |
| 1994 | Rompecorazón            | Julia Abbott                          |              |
| 1995 | Estúpido Cupido         | Madre Asunción Undurraga              |              |
| 1996 | Sucupira                | Mariana Montero                       |              |
| 1997 | Oro Verde               | Helga Schmidt                         |              |
| 1998 | Iorana                  | Virginia Sanz                         |              |
| 1999 | La Fiera                | Amelia Cox                            |              |
| 2000 | Romané                  | Adela Gaete                           |              |
| 2001 | Pampa Ilusión           | Mercedes Jorquera                     |              |
| 2002 | El circo de las Montini | Olga Soto González ''Olga I Montini'' | [ 65 ]       |
| 2003 | Puertas Adentro         | Marta Silva                           |              |
| 2003 | Pecadores               | Eva Miraflores                        | 5 episodios  |
| 2004 | Los Pincheira           | Josefina Covarrubias                  |              |
| 2004 | Ídolos                  | Agustina Palomino                     | 2 episodios  |
| 2005 | Los Capo                | Severina Saccenti                     |              |
| 2005 | Los Treinta             | Regina Tellez                         | 10 episodios |
| 2006 | Cómplices               | Brunilda Sanhueza                     |              |
| 2006 | Entre Medias            | Madre Josefa ''Pepa'' Urrutia         | 15 episodios |
| 2007 | Corazón de María        | Magdalena Rossi                       |              |
| 2008 | Viuda Alegre            | Nora Norambuena                       |              |
| 2010 | Martín Rivas            | Candelaria Urbina de Santiago Concha  |              |
| 2011 | Témpano                 | Malú Cordero                          |              |
| 2012 | Dama y obrero           | Alfonsina ''Nina'' Cardemil           |              |
| 2013 | Socias                  | Mercedes Valdés                       |              |
| 2014 | No abras la puerta      | Victoria Edwards                      |              |
| 2017 | La Colombiana           | Rosa O'Higgins                        |              |
| 2018 | Wena Profe              | Estela Novoa                          |              |

| Año       | Título                 | Papel                  | Notas                       |
| --------- | ---------------------- | ---------------------- | --------------------------- |
| 1996      | Madre e hijo           | Maggie                 |                             |
| 1997      | La buhardilla          | Mercedes Covarrubias   |                             |
| 1997      | Brigada Escorpión      | Dora Escobar           | Episodio: El contador       |
| 1998-1999 | Sucupira, la comedia   | Mariana Montero        |                             |
| 2002      | Cuentos de mujeres     | Carmen                 | Episodio: Paula             |
| 2003      | La vida es una lotería | Luisa                  | Episodio: Secreto de Mónica |
| 2004      | Geografía del deseo    | Cocó Antúnez           | 2 episodios                 |
| 2009      | Mi bella genio         | Kuki Echegaray         | Episodio: Papá de lejos     |
| 2009-2010 | Una pareja dispareja   | María Teresa Undurraga |                             |
| 2011      | Bajo cero              | Malú Cordero (voz)     | 3 episodios                 |

### Otras participaciones
- Historia de los lunes (Canal 9, 1966) - Comediante
- La manivela (TVN, 1970-1974) - Comediante
- Oveja negra (TVN, 2001) - Comediante
- Fruto prohibido (TVN, 2012) - Panelista
- Sin Dios ni late (Zona Latina, 2016) - Panelista
- La divina comida (Chilevisión, 2017) - Participante anfitriona

## Podcast
- La casa de Bernarda Alba (2025) como María Josefa, dirigida por Claudia Di Girolamo.

## Teatro
Como actriz
- 1935 - El fantasma de la geometría
- 1956 - El médico fingido, de Molière dirigido por Gustavo Meza.
- 1956 - Pueblecito
- 1956 - Un caso interesante
- 1957 - El zoológico de cristal, dirigido por Pedro Orthous
- 1957 - Mama Rosa, de Fernando Debesa.
- 1957 - El baile de los ladrones
- 1958 - La voz de la tórtola
- 1958 - La soga
- 1959 - Una mirada desde el puente
- La tierra de Jauja
- El amor de los cuatro coroneles
- La princesa que quería la luna
- El herrero y el diablo
- Tienda de modas
- La zapatera prodigiosa
- La niña madre
- La estrella de Sevilla
- Quien mucho abarca
- El diario de una venganza
- Don Juan
- Sueño de una noche de verano
- Las brujas de Salem
- 1965 - La maña, dirigida por Víctor Jara
- 1966 - Humor para gente en serio
- 1966 - Billy el mentiroso
- 1966 - El círculo encantado
- 1966 - Lenta danza hacía el patíbulo
- 1967 - Introducción al elefante y otras zoologías
- 1968 - El verano
- 1968 - Malcom X
- 1969 - Las sillas
- 1969 - La escalera
- 1969 - Cuestionemos la cuestión
- 1970 - Hablemos a calzón quitado
- 1970 - Los ángeles ladrones
- 1970 - Todo en el jardín
- 1971 - ¿Qué harán ustedes este año?
- 1972 - Tres noches de un sábado
- 1974 - Nadie sabe para quien se enoja
- 1976 - Pedro, Juan y Diego
- 1978 - Ocúpate de Amelia
- 1978 - ¿Cuántos años tiene un día?
- 1979 - Lindo país esquina con vista al mar
- 1981 - El mar estaba serena
- 1982 - Sueños de mala muerte
- 1983 - Renegación de un préstamo relacionado, bajo fuerte lluvia en cancha mojada
- 1984 - Lindo país esquina con vista al mar que estaba serena
- 1985 - Primavera con una esquina rota
- 1986 - Lo que está en el aire
- 1987 - Residencia en las nubes
- 1988 - No soy Rappaport
- 1989 - Diálogos de fin de siglo
- 1990 - Éste domingo
- 1991 - Pablo Neruda viene volando
- 1992 - Prohibido suicidarse en democracia
- 1993 - Albertina en cinco tiempos
- 2007 - Hedda Gabler, dirigida por Víctor Carrasco
- 2009 - Tres mujeres en Fernando, dirigida por Gustavo Meza
- 2011 - Home
- 2016 - Un cuento de navidad
- 2016 - Las alas de Delfina
- 2019 - Aliento
- 2020 - Un cuento de navidad
- 2022: Historia de amor para un alma vieja
- 2024: Ciudad

Como directora
- 1983 - Renegación de un préstamo relacionado, bajo fuerte lluvia en cancha mojada
- 1985 - Ser un romántico viajero
- 1986 - Lo que está en el aire
- 1987 - Residencia en las nubes
- 1988 - Un día muy particular
- 1989 - Diálogos de fin de siglo
- 1993 - Albertina en cinco tiempos

## Publicidad
- Banco de Santiago (1979) - Ismenia
- 16 Horas (2009) - Ismenia
- La Preferida (2013) - Protagonista
- AFP Chile (2013)
- Cruz Verde (2018)
- Metro de Santiago

## Vídeos musicales
| Año  | Título   | Artista    | Dirección          |
| ---- | -------- | ---------- | ------------------ |
| 2022 | Histeria | Vesta Lugg | Javiera Eyzaguirre |

## Premios, distinciones y reconocimientos

### Premios
- Premio Laurel de Oro

- Premio Caupolicán (1956) - Mejor actriz principal en teatro (Pueblecito)
- Premio de la Crítica por el Círculo de Críticos del Arte (1979)
- Premio VI Festival Internacional de Teatro de Caracas a la Mejor actriz extranjera (1983)
- Premio APES a la Trayectoria por parte de la Asociación de Periodistas de Espectáculos (2007)[74]
- Copihue de Oro a la Mejor actriz de cine por El regalo (2008)
- Premio FITAM a la trayectoria artística por la Fundación Teatro a Mil  (2010)
- Premio Una Vida de Dedicación a las Artes por Carnival Studio Theatre, Miami (2011)[75]
- Premio Caleuche a la trayectoria (2019).

### Distinciones
- Distinción Medalla Rectoral de la Universidad de Chile (2000)
- Medalla de Honor del Senado de Chile (2007)
- Distinción Bicentenario por Municipalidad de Santiago (2010)
- Distinción Bicentenario por Municipalidad de Las Condes (2010)
- Distinción Excelso Ejecutante de las Artes de la Representación por Teatro Imagen (2011).[76]
- Distinción Aporte Artístico por el Centro Cultural Espacio Matta (2013)
- Medalla a la Trayectoria por Teatro Experimental de la Universidad de Chile (2016)
- Homenaje por el Sindicato de Actores de Chile a su trayectoria (2016)
- Premio Espiga de Oro, entregado por la Universidad de O'Higgins (2022).[77]

### Reconocimientos
- Tercera mejor chilena de todos los tiempos por Chile Elige (2006)
- Actriz Bicentenario por el Blog Actrices Chilenas (2010)
- Premio Nacional del Humor por Universidad Diego Portales (2012)[78]
- Reina Guachaca por La Cuarta (2013)
- Advancement of Women Award por Scotiabank (2014)
- Energía de Mujer por Enersis (2016)[79]
- Premio 100 Líderes Mayores por Fundación Conecta Mayor (2021)[80]
- Persona Pública Distinguida por Municipalidad de Providencia (2017)
- Mejor Actriz en la historia de Chile por Cadem (2025).[20]

## Homenajes
- Libro Memoria emotiva. Actrices chilenas, de Catherine Mazoyer. Publicado el 30 de agosto de 2016.
- Libro Abcediario actoral. Primera edición, de ChileActores. Publicado el 23 de octubre de 2018.